# Lucio Afranio
Lucio Afranio (en latín, Lucius Afranius) fue un político y militar romano. Como uno de los más leales partidarios de Pompeyo sirvió como su legatus en el conflicto con Sertorio, así como durante el enfrentamiento con César. Falleció después de la derrota en Tapso, donde también caerían otros destacados líderes republicanos como Metelo Escipión o Catón.
Natural de Piceno, su vinculación política con Pompeyo era consecuencia de las conexiones clientelares que tenía el comandante allí.

## Inicios de su carrera

### Guerra contra Sertorio

Situación de la Hispania Romana en los tiempos de Sertorio.

Afranio parece haber sido de origen oscuro, llamado por Cicerón con desprecio "el hijo de Aulo", refiriéndose a una persona de quien nadie había oído hablar.Se cree que pudo ser hermano de la última abogada Gaia Afrania. Inició su carrera militar, en el año 77 a. C., como legatus de Pompeyo durante la campaña contra Sertorio, último de los partidarios de Mario que quedaban con vida. Desempeñó un papel crucial en el Río Sucro. Durante este combate los sertorianos atacaron el ala izquierda pompeyana, que se encontraba a las órdenes del legatus picentino; este pudo contenerlos hasta que los sertorianos tuvieron que retroceder para auxiliar su propio lado izquierdo y, en ese momento, ordenó a sus hombres romper el lado derecho del adversario. El ataque desbandó a los sertorianos, muchos de los cuales murieron durante la retirada. No obstante, los hombres de Afranio se detuvieron para saquear los cuerpos del campo de batalla, momento que aprovecharon los sertorianos para reunirse y dispersarles. Únicamente la llegada de Metelo Pío acabó dando la victoria a los pompeyanos.

### Mitrídates
Independientemente de que había vulnerado el mos maiorum al recibir un mandato con solo 24 años de edad - lo que no sentó nada bien a los senadores más conservadores - Pompeyo recibió un nuevo mando, que esta vez le ordenaba acabar con la piratería mediterránea.
En esta campaña Pompeyo no incluyó a Afranio entre sus ayudantes ya que deseaba relacionarse más con la aristocracia romana. El rápido éxito del picentino llevó al Senado a concederle la dirección de las tropas que luchaban contra Mitrídates del Ponto y Tigranes de Armenia. Esta vez Afranio volvería a ser uno de los legatus de Pompeyo, que nada más iniciar la campaña hizo retroceder a sus adversarios hacia el norte.
Mientras se hallaba allí decidió que Armenia quedara custodiada por Afranio. Entonces el rey parto intentó aprovecharse de la derrota de los armenios e invadió sus territorios, pero cayó derrotado por los hombres de Afranio, que lo expulsaron a Arbela en las inmediaciones de la frontera.
Derrotado de nuevo Mitrídates, Pompeyo decidió establecer tropas en el Ponto que evitaran su retorno. Concedió a Afranio el mando contra los árabes, a los que derrotó con enorme rapidez abriendo el camino hacia Siria.

## Regreso a Roma y consulado
Tras su éxito en Oriente Pompeyo volvió a la capital con Afranio. Deseoso de recompensar a su leal y hábil legatus sobornó a los electores con el fin de que obtuviera el consulado. Independientemente del hecho de que el soborno resultó un escándalo incluso para los estándares de la época, Lucio obtendría su consulado en 60 a. C., con Metelo Céler como compañero. En el tiempo que duró su mandato demostró que carecía de la habilidad y comprensión necesarias para administrar eficazmente los asuntos civiles que requería el puesto.
En 59 a. C. Afranio obtuvo la provincia de la Galia Cisalpina, y parece haber logrado algunas ventajas sobre los galos, ya que obtuvo un triunfo, del cual Cicerón habla en su discurso contra Pisón.

## Guerra civil

### Legado en Hispania
Cuando el Senado concedió a Pompeyo, en su segundo consulado (55 a. C.), el mando de las dos Hispanias - Citerior y Ulterior - como provincias proconsulares Afranio, Petreyo y Varrón serían enviados a administrarlas en calidad de legatus mientras su comandante permanecía en la capital con su esposa Julia, que murió durante un parto.
Tras esta muerte la principal causa que mantenía la alianza entre César y Pompeyo desapareció, y tras el matrimonio de este último con Cornelia Escipión, lo que le convertía en yerno de Metelo Escipión - uno de los líderes optimates - la situación se volvió mucho más tensa y desembocó en el estallido de un conflicto civil. Cuando César marchó sobre la capital con la legio decimotercera, ordenó a su comandante Cayo Fabio tomar el paso de los Pirineos con otras tres legiones.
En ese momento Afranio se encontraba en ese paso con aproximadamente el mismo número de tropas, por lo que ordenó a Petreyo, que se encontraba en Lusitania con otras tres legiones que se le uniera para proporcionarle apoyo adicional. Mientras, Varrón permaneció en el sur con dos legiones.
Fabio avanzó por el Segre, donde estaban acampadas las tropas de Afranio y Petreyo. Cuando los hombres de Fabio atravesaron el río, dos tercios de sus tropas intentaron atacar a su adversario cruzando el puente, a causa de lo cual quedaron incomunicadas. Los pompeyanos intentaron aprovecharse de la situación, pero Lucio Munacio Planco, comandante cesariano, reunió a sus hombres y les llevó a mantener la posición. La aproximación del resto de las tropas cesarianas supuso el término del combate.

### Ilerda
Tras ello César tomó el mando de los hombres de Fabio. Apartó seis cohortes a las que ordenó mantener el control del puente y marchó con el resto a Ilerda. Los pompeyanos no le perdieron de vista y acamparon en las inmediaciones pero, cuando César intentó plantear batalla, sus adversarios la rechazaron. Finalmente César levantó un campamento a menos de media milla del enemigo, establecido sobre una colina.
Durante su estancia en Hispania, Afranio entrenó a sus tropas para que pudieran maniobrar al perder el orden; las empleó con éxito de este modo ante lusitanos y celtíberos. Incluso César menciona la eficacia de este modelo militar en sus Comentarios de la guerra civil.
César intentó construir un muro de separación entre el campamento pompeyano e Ilerda pero Afranio vio sus intenciones e impidió el proyecto al ordenar a sus hombres que tomaran una pequeña colina ubicada en las inmediaciones del hipotético área de construcción. Los cesarianos atacaron, pero la táctica del adversario casi les lleva a la derrota.
En ese momento los pompeyanos decidieron tomar la iniciativa e intentar expulsar a los hombres de César, que únicamente se alzaron con la victoria espoleados por su comandante que combatió personalmente en la legio novena y haciendo retroceder al adversario a Ilerda. Finalmente la batalla quedaría sin resolver y ambos comandantes decidieron volver a sus respectivos campamentos.

### Resistencia y derrota
Tras el combate anterior Afranio ordenó que se fortificara la pequeña colina alrededor de la que se libró la batalla. Unos días después los ríos se desbordaron, causando la destrucción de los puentes e incomunicando a César, que quedó en una posición muy precaria y sin comida, todo lo contrario que los pompeyanos, que contaban con una enorme reserva de comida y suministros. Cuando Afranio se enteró de que César intentaba traer alimento desde la Galia movilizó a sus hombres, que evitaron el desembarco de estos víveres. Los pompeyanos creían que su adversario estaba al borde de la derrota, por lo que enviaron cartas a la capital proclamando la victoria y anunciando que el conflicto estaba a punto de terminar.
Independientemente de esto, los cesarianos construyeron unas embarcaciones que trasladaron a parte de su caballería al otro lado del río. Estas tropas comenzaron a atacar las líneas de suministro de los pompeyanos, incluso aniquilando una unidad entera. En ese momento César ordenó la construcción de un puente mientras sus tropas continuaban librando escaramuzas con el adversario. La recuperación de la iniciativa por parte de los cesarianos llevó a que muchos líderes ibéricos se comprometieran a apoyar su causa.
En este punto el combate entró en un punto muerto. Cesarianos y pompeyanos estaban tan cerca que incluso podían hablar entre ellos. Las tropas republicanas deseaban claudicar, e incluso el hijo de Afranio intentó alcanzar un acuerdo. Poco después una pequeña partida cesariana entró en el otro campamento. Cuando Afranio y Petreyo se enteraron ordenaron matarlos. En ese momento numerosas tropas republicanas se infiltraron en el campamento cesariano y acabaron capturadas; César ordenó que se las tratara con respeto y que se les enviara de nuevo a su campamento.
Cuando los pompeyanos observaron la clemencia de César decidieron que no merecía la pena continuar la lucha. Los cesarianos incrementaron la presión, lo que hizo que los víveres de los pompeyanos alcanzaran niveles alarmantes. Finalmente Afranio accedió a rendirse; en los Comentarios aparecen unas palabras suyas: 

Que ni él [Afranio], ni su ejército eran reprensibles por haber querido perseverar fieles a su general Cneo Pompeyo; pero ya habían cumplido con su deber, y harto lo habían pagado con haber padecido la falta de todas las cosas, y más ahora que se ven como fieras acorraladas, privados de agua, sin resquicio para la salida, ya ni el cuerpo puede aguantar el dolor, ni el ánimo la ignominia, por tanto se confiesan vencidos; y si es que hay lugar a la misericordia, ruegan y suplican que no los obliguen a padecer la pena del último suplicio.

César concedió la absolución a todos los que habían luchado contra él mientras le prometieran no continuar combatiendo.

## Camino a Tapso

### Grecia y huida a África
Los dos comandantes pompeyanos decidieron vulnerar la promesa que habían hecho a César y embarcar sus tropas hacia el Epiro, donde esperaban unirse a Pompeyo. A su llegada a Dirraquio, algunos aristócratas lo acusaron de traición, pero Afranio mantuvo la confianza de Pompeyo. Después de la Batalla de Dirraquio, recomendó volver a Italia ahora que Pompeyo era el amo de la mar, pero su consejo no fue acogido. En la batalla de Farsalia Afranio tuvo el mando de un sector del campo.
Tras la derrota en Farsalia se unió a los republicanos que huyeron al continente africano, bajo la dirección de Catón y Escipión.

### Tapso

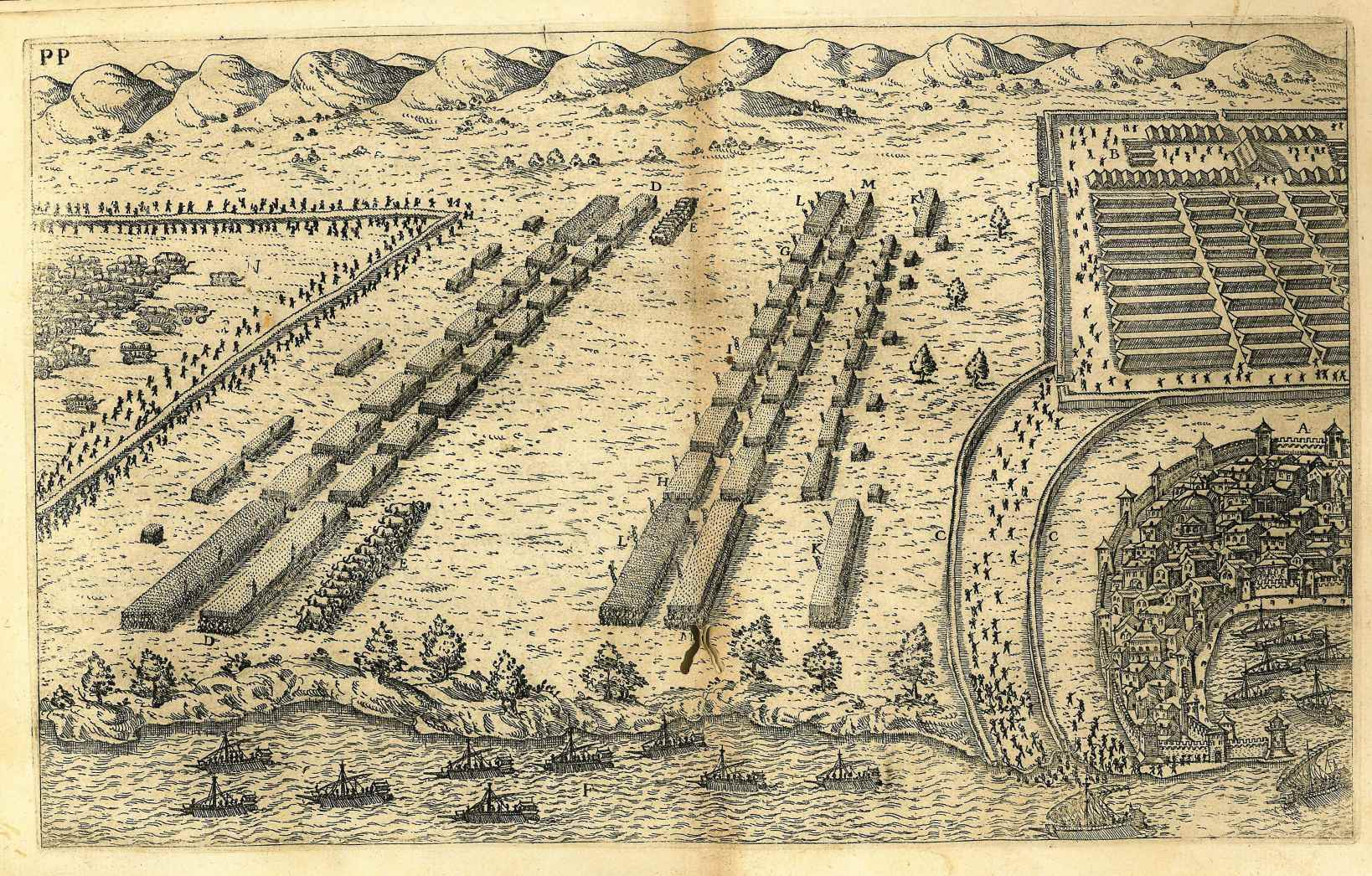
Formación de los cesarianos y los pompeyanos en Tapso.

Después de que César desembarcara en África sus tropas experimentaron el acoso de los númidas liderados por Afranio y Labieno. César, encolerizado por la traición de los comandantes hispanos, ordenó su captura y asesinato. 
Afranio combatió, en 46 a. C. a las órdenes de Escipión en Tapso, donde los pompeyanos caerían derrotados. Tras ello él y Fausto Sila intentaron escapar a Mauritania para continuar la resistencia junto con unos 1.500 jinetes, pero acabaron capturados por Publius Sittius, un aventurero aliado de César y asesinados un par de días después.